# Dina Nagar
Dina Nagar é uma cidade  no distrito de Gurdaspur, no estado indiano de Punjab.

## Demografia
Segundo o censo de 2001, Dina Nagar tinha uma população de 21,494 habitantes. Os indivíduos do sexo masculino constituem 52% da população e os do sexo feminino 48%. Dina Nagar tem uma taxa de literacia de 74%, superior à média nacional de 59.5%: a literacia no sexo masculino é de 78% e no sexo feminino é de 69%. Em Dina Nagar, 11% da população está abaixo dos 6 anos de idade.